# ناحية قراج
ناحية قراج بلدة عراقية تقع ضمن محافظة أربيل شمال العراق، لكنها تدار من قبل محافظة نينوى كونها من المناطق المتنازع عليها في العراق. ناحية قراج تابعة لقضاء مخمور.

## كتب عنها
- كتاب "ناحية قراج دراسة تاريخية – حضارية" للمؤلف عبد الناصر اليونس.[4]